# العلاقات الرومانية المصرية
العلاقات الرومانية المصرية هي العلاقات الثنائية التي تجمع بين رومانيا ومصر.

## مقارنة بين البلدين
هذه مقارنة عامة ومرجعية للدولتين:
| وجه المقارنة                                              | رومانيا                                                                               | مصر           |
| --------------------------------------------------------- | ------------------------------------------------------------------------------------- | ------------- |
| المساحة (كم2)                                             | 238.40 ألف                                                                            | 1.01 مليون    |
| عدد السكان (نسمة)                                         | 19.59 مليون                                                                           | 94.80 مليون   |
| الكثافة السكانية (ن./كم²)                                 | 82.17                                                                                 | 93.86         |
| العاصمة                                                   | بوخارست                                                                               | القاهرة       |
| اللغة الرسمية                                             | اللغة الرومانية                                                                       | اللغة العربية |
| العملة                                                    | ليو روماني                                                                            | جنيه مصري     |
| الناتج المحلي الإجمالي (بليون دولار)                      | 211.80 مليار                                                                          | 235.37 مليار  |
| الناتج المحلي الإجمالي (تعادل القوة الشرائية) بليون دولار | 465.56 مليار                                                                          | 998.67 مليار  |
| الناتج المحلي الإجمالي الاسمي للفرد دولار أمريكي          | 9.47 ألف                                                                              | 3.61 ألف      |
| الناتج المحلي الإجمالي للفرد دولار أمريكي                 | 23.63 ألف                                                                             |               |
| مؤشر التنمية البشرية                                      | 0.793                                                                                 | 0.690         |
| رمز المكالمات الدولي                                      | +40                                                                                   | +20           |
| رمز الإنترنت                                              | .ro                                                                                   | .eg، .مصر     |
| المنطقة الزمنية                                           | ت ع م+02:00، ت ع م+03:00، أوروبا/بوخارست ‏، توقيت شرق أوروبا، توقيت شرق أوروبا الصيفي ‏ | ت ع م+02:00   |

## مدن متوأمة
في ما يلي قائمة باتفاقيات التوأمة بين مدن رومانية ومصرية:
- ترتبط ياش مع أسيوط باتفاقية توأمة منذ 16 يوليو 2003.
- ترتبط كونستانتسا مع الإسكندرية باتفاقية توأمة منذ 1993.[20][20][20]

## منظمات دولية مشتركة
يشترك البلدان في عضوية مجموعة من المنظمات الدولية، منها:
| علم المنظمة | اسم المنظمة                               | تاريخ انضمام رومانيا | تاريخ انضمام مصر |
| ----------- | ----------------------------------------- | -------------------- | ---------------- |
|             | مؤسسة التنمية الدولية                     | 12 أبريل 2014        | 26 أكتوبر 1960   |
|             | المنظمة الهيدروغرافية الدولية             | ?                    | 21 يونيو 1921    |
|             | مؤسسة التمويل الدولية                     | 23 سبتمبر 1990       | 20 يوليو 1956    |
|             | يونسكو                                    | 27 يوليو 1956        | 22 يناير 1947    |
|             | الأمم المتحدة                             | 14 ديسمبر 1955       | 24 أكتوبر 1945   |
|             | الاتحاد الدولي للاتصالات                  | 9 فبراير 1866        | 9 ديسمبر 1876    |
|             | منظمة الشرطة الجنائية الدولية             | ?                    | 7 سبتمبر 1923    |
|             | البنك الدولي للإنشاء والتعمير             | 15 ديسمبر 1972       | 27 ديسمبر 1945   |
|             | الاتحاد البريدي العالمي                   | ?                    | ?                |
|             | المركز الدولي لتسوية المنازعات الاستشارية | 12 أكتوبر 1975       | 2 يونيو 1972     |
|             | وكالة ضمان الاستثمار متعدد الأطراف        | 10 سبتمبر 1992       | 12 أبريل 1988    |
|             | منظمة التجارة العالمية                    | 1995                 | 30 يونيو 1995    |
|             | الفريق المعني برصد الأرض                  | ?                    | فبراير 2005      |

## وصلات خارجية
- موقع وزارة الخارجية الرومانية
- موقع وزارة الخارجية المصرية